# Arctosa sjostedti
Arctosa sjostedti este o specie de păianjeni din genul Arctosa, familia Lycosidae, descrisă de Roewer, 1960.
Este endemică în Tanzania. Conform Catalogue of Life specia Arctosa sjostedti nu are subspecii cunoscute.